# 알 레티어리
알 레티어리(Al Lettieri, 1928년 2월 24일 ~ 1975년 10월 18일)는 미국의 배우, 영화배우, 텔레비전 배우이다.
뉴욕에서 태어났으며 뉴욕에서 사망하였다. 사인은 심근 경색이다.

## 영화
- 대부 일대기 (1992년)
- 마제스틱 (1974년)
- 형사 맥큐 (1974년)
- 더 데들리 트래커즈 (1973년)
- 마피아 혈전 (1973년)
- 겟어웨이 (1972년)
- 대부 (1972년) - 버질 솔로조 역
- 지옥으로 불리는 마을 (1971년)
- 행드 맨 (1964년)